# Alfama
Alfama je nejstarší čtvrť v Lisabonu, rozkládající se na svahu mezi hradem svatého Jiří a řekou Tajo. Název čtvrti pochází z arabského Al-hamma, což znamená "horká fontána" nebo "koupel". Ve čtvrti se nachází několik civilních farností (freguesias), jsou jimi São Miguel, Santo Estêvão, São Vicente de Fora a část dvou ulic, "Freguesia da Sé: Rua do Barão" a "Rua São João da Praça". Ve čtvrti se nachází mnoho významných historických památek a množství Fado barů a restaurací.

## Historie

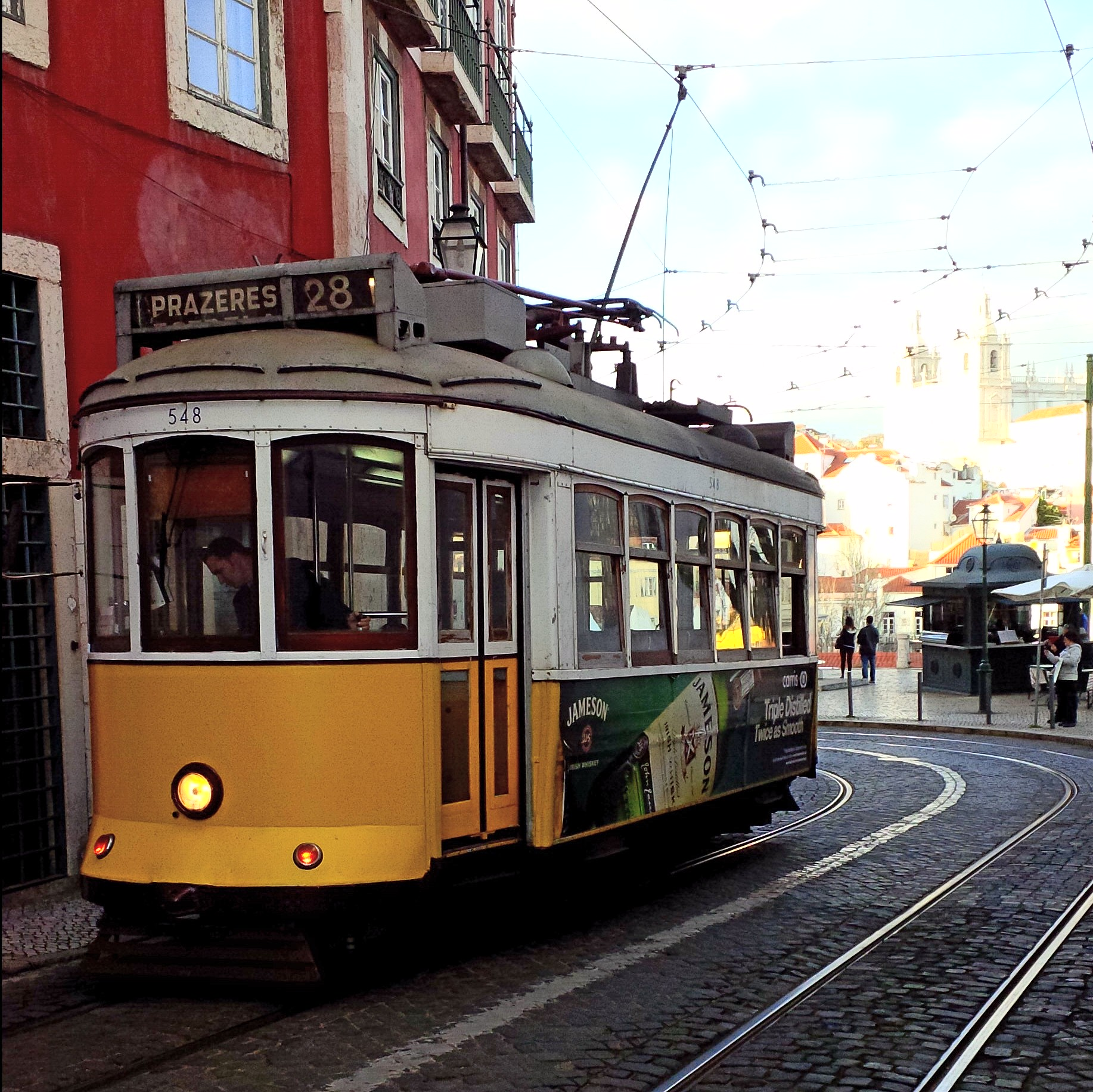
Tramvaj na lince č. 28 v Alfamě

Rua do Barão je jednou z ulic Freguesia da Sé (farnosti u lisabonské katedrály), která začíná u Rua São João da Praça (kde dříve stála brána Dveře do Alfamy) a končí u Rua Augusta Rosa (u hradeb katedrály). Název "Rua do Barão" značí, že tu žil João Fernandes da Silveira, první baron z Alvita, ministr portugalských králů Dom Afonso V a Dom João II . 
Během doby maurské nadvlády tvořila Alfama celé město, které se později rozšířilo na západ (čtvrť Baixa). Alfama byla obývána rybáři a chudinou a tak je Alfama vnímána dodnes. Velké zemětřesení v Lisabonu čtvrť nezničilo, Alfama zůstala malebným labyrintem úzkých ulic a malých náměstí. Později byla čtvrť oživena renovací starých domů a otevřením nových restaurací, kde se hraje typická melancholická portugalská hudba Fado.
Nad Alfamou stojí středověký hrad São Jorge (svatého Jiří), který sloužil jako královská rezidence až do počátku 16. století a nyní nabízí jako památka nejlepší výhled na město. Na svazích Alfamy jsou další vyhlídkové terasy (portugalsky miradouros), z nichž je vidět na město, jednou z nich je Miradouro de Santa Luzia, která se nachází u stejnojmenného kostela a nad zbytky maurských městských hradeb. Další je například Miradouro das Portas do Sol (terasa brány slunce). Nedaleko Miradouro Santa Luzia se v paláci ze 17. století nachází Muzeum dekorativních umění (Museu de Artes Decorativas).
Mezi kostely ve čtvrti Alfama patří lisabonská katedrála (ze 12.–14. století), je to nejstarší městský kostel ležící na západním okraji čtvrti, klášter milosti (Convento da Graça, z 18. století), v blízkosti hradu stojí manýristický Klášter Sao Vicente de Fora (konec 16.–18. století), kde jsou pohřbeni králové rodu Braganzy a barokní kostel svaté Engrácie (ze 17. století), ten slouží jako národní panteon významných portugalských osobností.
Od roku 2012 je Alfama součástí civilni farnosti Santa Maria Maior. 

## Pohledy

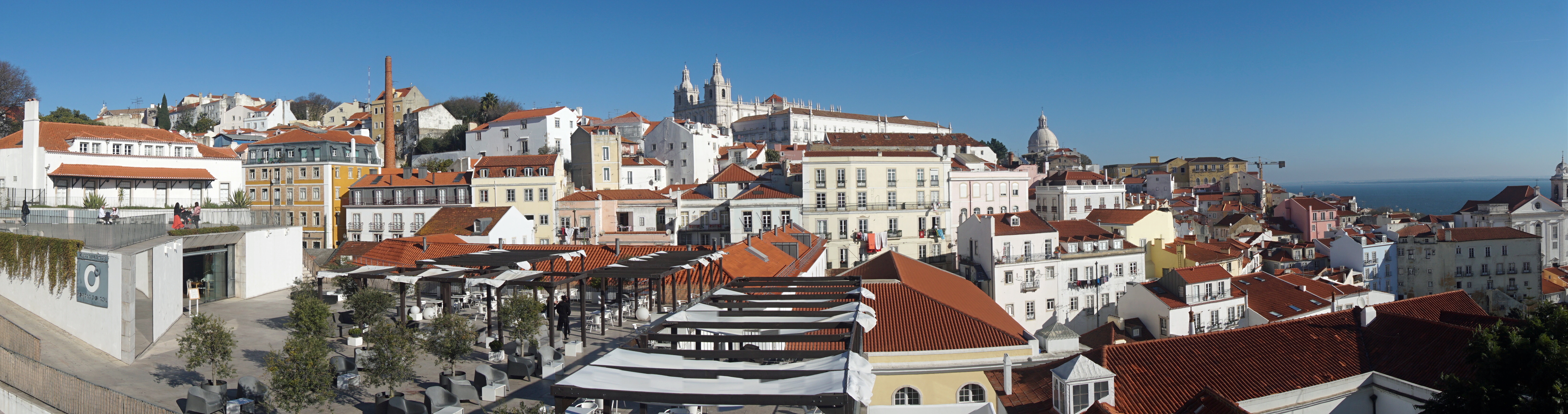
Panorama Alfamy z Largo das Portas do Sol

## Galerie

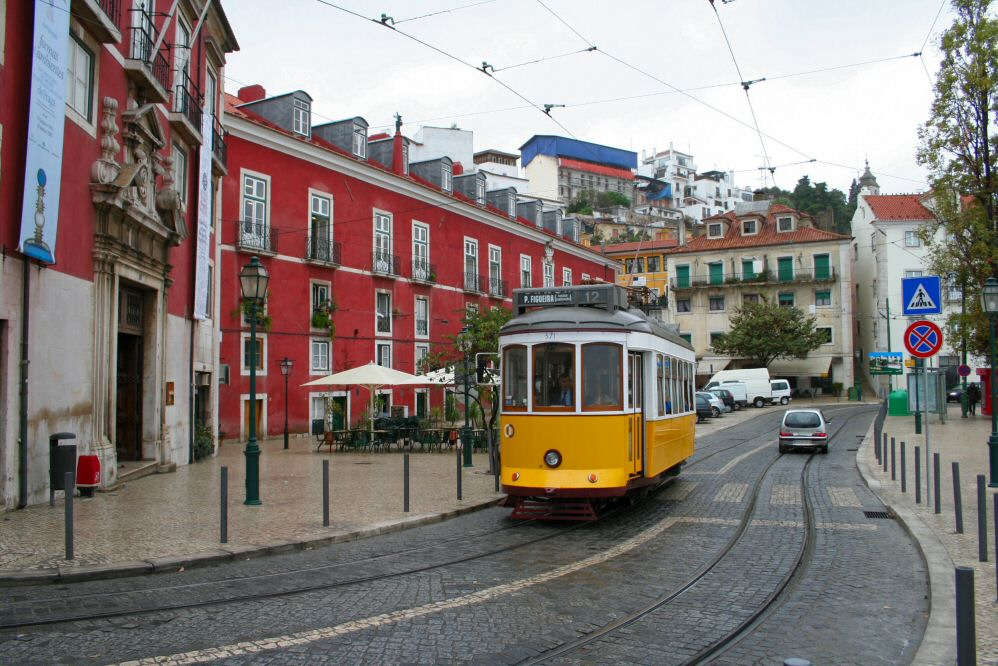
Stará tramvaj v Alfamě, před Muzeem dekorativních umění
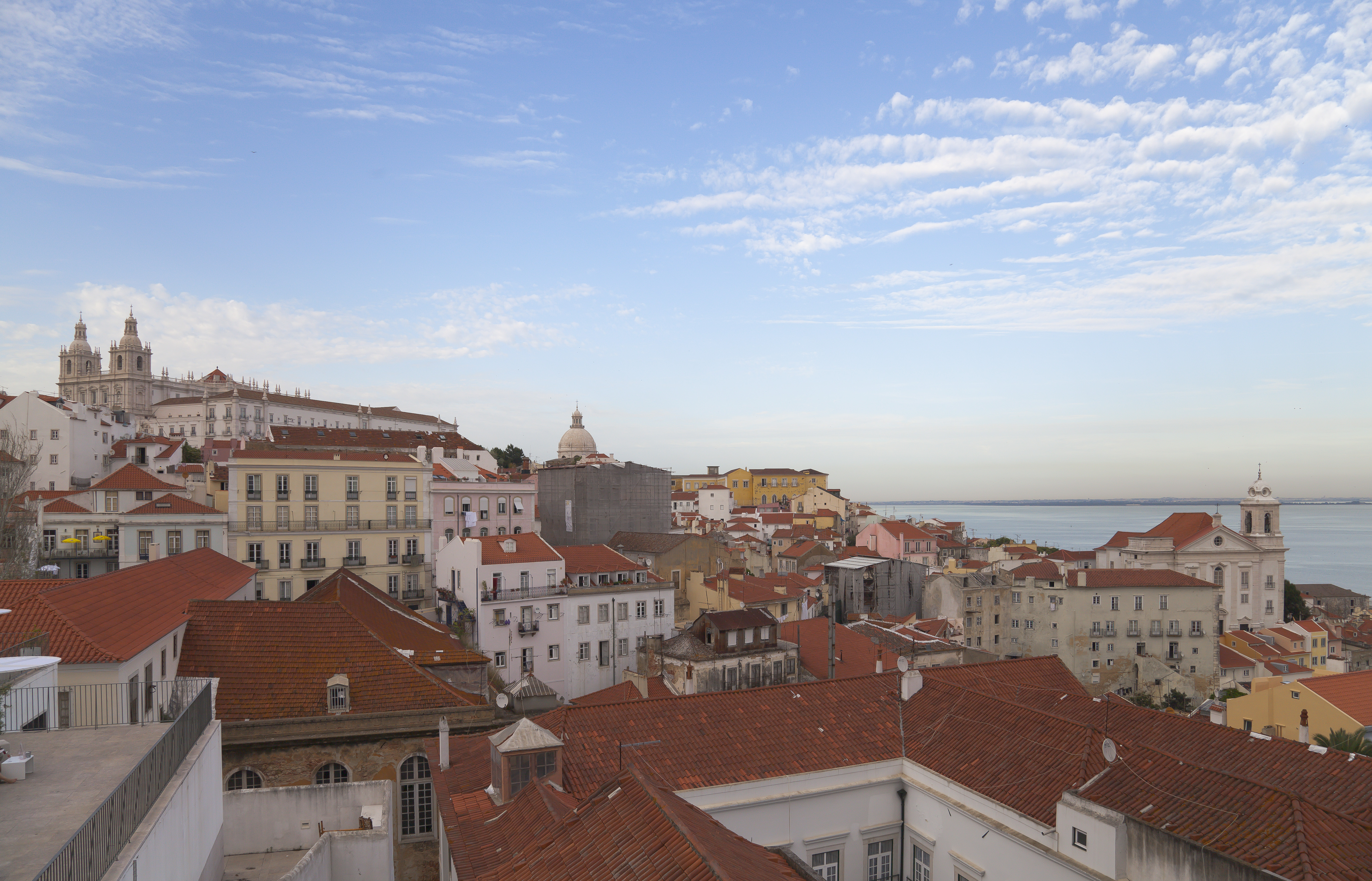
Alfama za soumraku
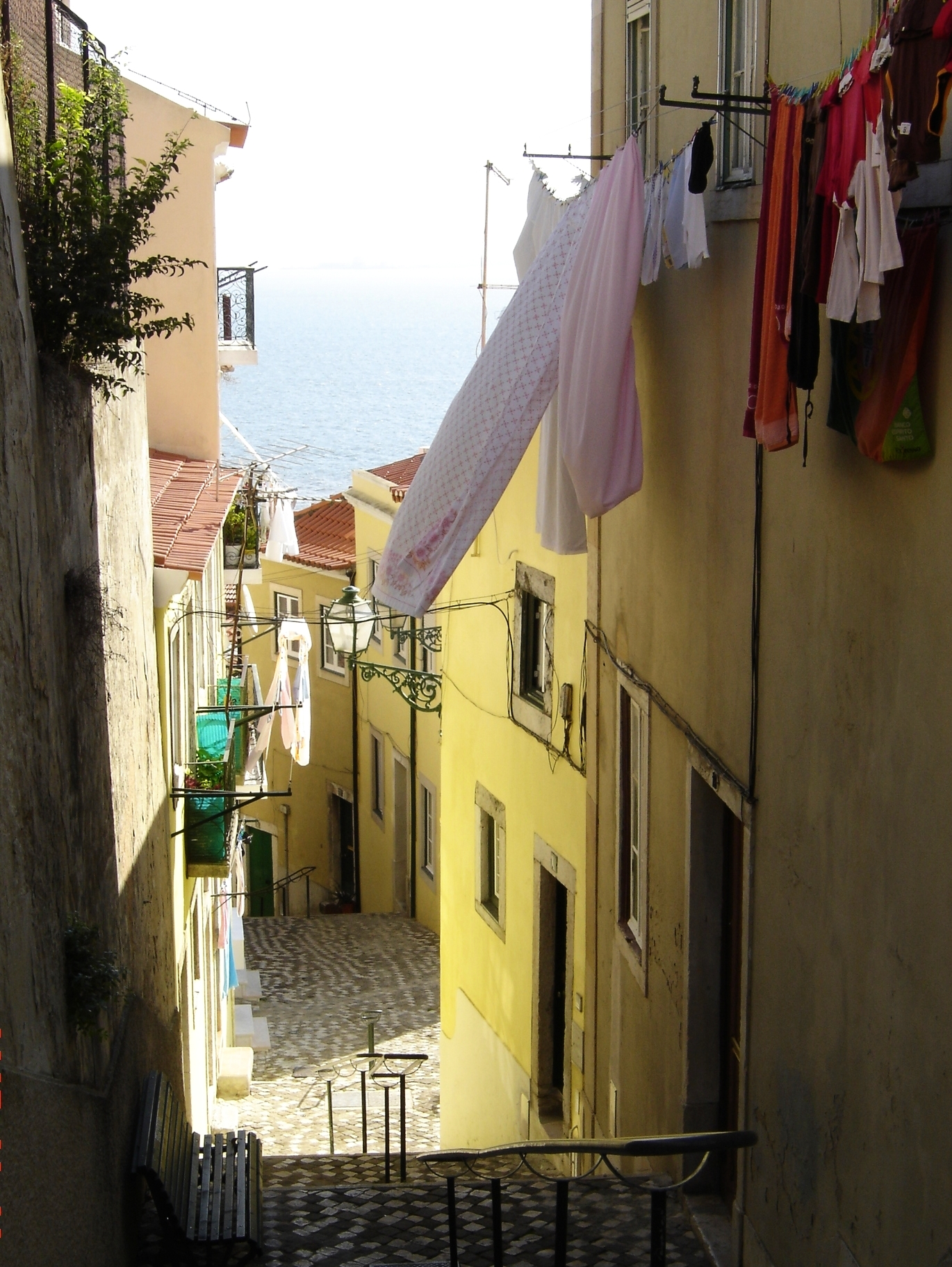
Typická ulice Alfamy
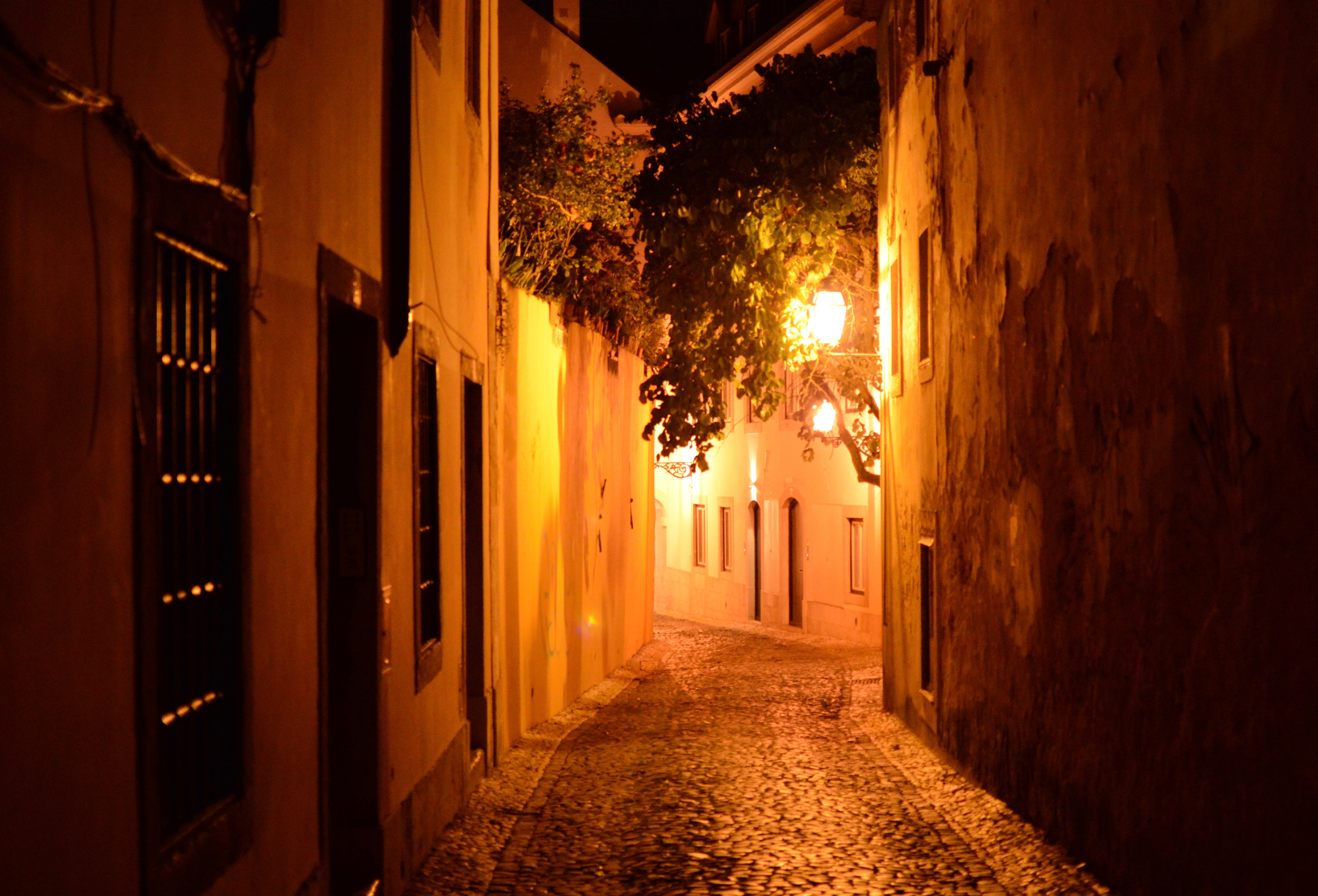
Alfama, ulice v noci